# Giorgio Ansoldi
Giorgio Ansoldi, né le 20 décembre 1913 à Cagliari et mort le 20 décembre 1999  à Rome, est un réalisateur et scénariste italien.

## Filmographie partielle

### Comme réalisateur
- 1941 : Idillio a Budapest (+ scénariste)
- 1951 : Le Captaine noir (it) coréalisé avec Alberto Pozzetti
- 1952 : La Muette de Portici (La muta di Portici) (+ scénariste)

### Comme assistant réalisateur
- 1938 : Tutta la vita in una notte (it) de Corrado D'Errico
- 1938 : Stella del mare (it) de Corrado D'Errico
- 1939 : Traversata nera de Domenico Gambino